# Deep Purple
I Deep Purple sono un gruppo musicale hard rock britannico formatosi a Hertford nel 1968. Insieme a gruppi come i Led Zeppelin e i Black Sabbath, sono considerati fra i principali pionieri dell'heavy metal.
Vengono considerati una delle band più influenti del panorama musicale degli anni settanta, con un substrato musicale molto vario, che spazia dal blues al rock and roll, dal funk al jazz e al folk, dalla musica orientale alla musica classica, fino all'R&B, a cui unirono un notevole virtuosismo tecnico. Il suono della band comprende anche elementi di rock progressivo, genere in auge nel periodo.
Hanno venduto più di 100 milioni di copie senza contare le enormi vendite di bootleg, ovvero il traffico di dischi illegali registrati durante le esibizioni dal vivo.
Il gruppo fu inserito nel Guinness dei primati come band più rumorosa del mondo a seguito di un concerto al Rainbow Theater di Londra nel 1972 durante il quale tre spettatori persero conoscenza a causa dei 117 dB raggiunti. Nel 2016 sono stati inseriti nella Rock and Roll Hall of Fame.

## Storia del gruppo

### Le origini (1968-1969)
Nel febbraio del 1968, prendendo le mosse da un progetto maturato l'anno precedente dal batterista e cantante Chris Curtis e su iniziativa dell'agenzia HEC (dalle iniziali dei manager Ron Hire, presto dimissionario, Tony Edwards e John Coletta), prese vita una band chiamata Roundabout, basata sull'idea di Curtis di un gruppo in cui i musicisti, assoldati di volta in volta a seconda delle necessità, ruotassero (come in una giostra, in inglese appunto roundabout) attorno a lui e al suo strumento. La band, oltre allo stesso Curtis alla batteria e alla voce, comprendeva l'organista Jon Lord, ex Artwoods proveniente in quel momento dai Garden, la backing band dei Flower Pot Men, e il chitarrista Ritchie Blackmore, ex Outlaws (band inglese appartenente alla scuderia di Joe Meek), reduce da un'esperienza in Italia con il cantante Riki Maiocchi (già fondatore de I Camaleonti) nei Trip. Come bassista, Lord suggerì il vecchio amico Nick Simper, un esperto musicista che aveva condiviso con lui l'esperienza Flower Pot Men.
L'uso di LSD e le sue continue assenze tagliarono ben presto Curtis fuori dal suo stesso progetto, per cui il gruppo si mise alla ricerca di un nuovo cantante e di un nuovo batterista. Nel marzo del 1968 Lord, Blackmore e Simper arruolarono così il cantante Rod Evans e il batterista Ian Paice, entrambi ex Maze (band inglese che aveva soggiornato per qualche mese anche in Italia incidendo il 45 giri "Aria del sud/Non fatemi odiare" per la Polydor, NH 59 801). Nella primavera del 1968 il gruppo si lasciò definitivamente alle spalle il progetto di Curtis scegliendo di chiamarsi Deep Purple, nome suggerito da Blackmore pensando all'omonima canzone di Peter DeRose, brano preferito di sua nonna. Il nome Roundabout fu tuttavia riesumato in occasione delle date di rodaggio in terre scandinave (esordio a Taastrup, Danimarca, il 20 aprile), onde non compromettere il progetto in caso di iniziale insuccesso.
La tappa successiva fu il coinvolgimento del produttore Derek Lawrence, altro amico di Blackmore ai tempi delle collaborazioni con Joe Meek, che sarà determinante nel procurare alla band un contratto con l'etichetta statunitense Tetragrammaton, allora alla ricerca di band inglesi. La demo realizzata per l'occasione, particolarmente commerciale con il suo felice mix di pop e psichedelia, garantirà un successivo contratto europeo con la EMI. Il loro primo album sarà così registrato in un weekend, l'11 e 12 maggio, rielaborando alcuni brani della demo e inserendo diverse cover rodate nel corso del tour scandinavo.
L'ottimo lavoro di promozione della Tetragrammaton procurerà ai Deep Purple un immediato successo negli Stati Uniti del singolo "Hush", cover di un brano di Joe South, trascinando in classifica l'album di debutto Shades of Deep Purple, al punto che in madrepatria la band sarà inizialmente percepita come americana. Seguirono gli album The Book of Taliesyn (1968) e Deep Purple (1969), quest'ultimo comprendente alcuni momenti orchestrali. La band, nonostante l'intensa attività concertistica -soprattutto in terra statunitense- sconterà però l'indifferenza dei mercati europei e il fallimento finanziario della Tetragrammaton.
Blackmore, a questo punto, sarà determinante nella scelta di sfruttare il nascente filone del rock pesante, ottenendo la sostituzione dei più miti Evans e Simper con il cantante Ian Gillan e il bassista Roger Glover, due rodati compositori ex-membri degli Episode Six, dando così luogo alla formazione "classica" dei Deep Purple: il "Mark II". Gillan in particolare fu suggerito a Blackmore dall'allora batterista degli Episode Six, Mick Underwood, che aveva militato con il chitarrista negli Outlaws. Quando, nel giugno del 1969, Ian fu invitato a prendere parte registrazione del singolo 'Hallelujah' (all'insaputa di Evans e Simper, che saranno tenuti all'oscuro per oltre un mese del disposto licenziamento onde non compromettere assunti impegni live) la band convocò anche il bassista. Il mattino dopo, un po' a sorpresa, questi fu invitato a integrare la band in forza delle sue comprovate qualità di arrangiatore e compositore. Il primo album realizzato dal Mark II, tuttavia, sarà ancora un progetto incentrato sul lavoro di Lord, il famigerato Concerto for Group and Orchestra: un movimento in tre parti composto dall'organista eseguito con il supporto della Royal Philharmonic Orchestra diretta da Malcolm Arnold. La serata del 'Concerto' (24 settembre 1969) fu completata da un miniset di mezzora della band e dall'esecuzione della Sesta Sinfonia (Op 95) di Arnold.

### I classici (1970-1975)

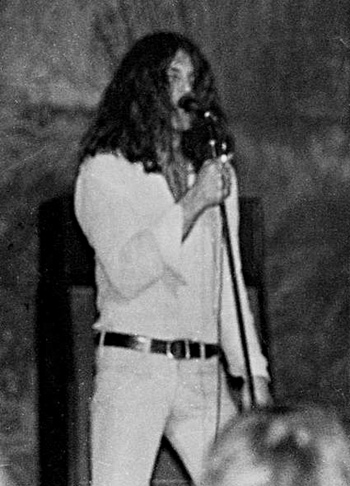
Ian Gillan (1972)

Poco tempo dopo la band cambiò genere a favore di una forma di hard rock molto "pesante" che fu uno dei primi esempi di heavy metal insieme ai primi lavori dei Black Sabbath e dei Led Zeppelin. A innescare il cambiamento, come riconoscono i membri della band, fu proprio l'avvento sulla scena musicale di fine anni sessanta della formazione britannica dei Led Zeppelin. L'ascolto dei primi due dischi pubblicati dai colleghi rappresentò per Lord e compagni una sorta di illuminazione:
(Ritchie Blackmore)
Invece di includere un nuovo chitarrista nel gruppo, Jon Lord (musicista di formazione classica, diplomato al conservatorio) ebbe un'intuizione geniale: collegò l'Hammond a un amplificatore per chitarra elettrica Marshall 1959 SLP. Il suono risultò un'alternativa a quello che avrebbe potuto fornire una chitarra elettrica e caratterizzò il sound tipico dei Deep Purple. In un'intervista Lord rivelò: "Amplificai il mio organo invece che col Leslie col Marshall di Ritchie ed è così che svegliai la bestia; solo due anni dopo riuscii a domarla al massimo delle sue potenzialità." Fu da questo momento in poi che i Deep Purple crearono un sound che avrebbe influito in modo considerevole sul rock e in particolare sull'heavy metal.
Deep Purple in Rock, distribuito nel giugno del 1970, è considerato una pietra miliare dell'hard rock. L'album, con un titolo che si voleva manifesto programmatico dopo gli esperimenti filarmonici di Lord, conteneva futuri classici della band come "Child in Time" e "Speed King", e scalò le classifiche di vendita inglesi (stazionerà nella top 30 fino alla pubblicazione del loro disco successivo), anche in forza di un singolo di improvviso e per certi versi imprevisto successo, "Black Night", un brano composto senza troppe pretese (non era stato neanche inserito nell'album, cosa che farà la fortuna dei successivi Greatest Hits che lo ospiteranno) elaborando su suggerimento di Blackmore il giro di basso della "Summertime" (1962) di Ricky Nelson.
Il successo della svolta hard rock ottenne di fare passare del tutto inosservata la seconda composizione per gruppo e orchestra di Lord, Gemini Suite, presentata il 17 settembre dalla band e dalla Light Music Society Orchestra diretta da Malcolm Arnold, un concerto che vedrà commercialmente luce soltanto nel 1993 (una versione in studio sarà invece registrata un anno dopo da Jon Lord come suo primo progetto solista, con il contributo "interno" dei soli Paice e Glover).
Fireball, pubblicato nel settembre del 1971, si discostò in parte dalle aspettative del pubblico. Oltre ai consueti brani di stampo hard rock, come la title track e "No One Came", si trovano infatti anche alcuni esperimenti blues rock, come "No No No" e "Demon's Eye", o divagazioni country, come "Anyone's Daughter". L'album, realizzato in modo alquanto laborioso e incostante durante le rare pause concesse dalla fitta attività "live" tra il settembre del '70 e il giugno successivo, risultò inevitabilmente meno coeso e riscosse minor successo del precedente: preceduto dal fortunato singolo "Strange Kind of Woman" (anche questo non inserito nell'album), scalerà immediatamente le classifiche ma ne uscirà relativamente presto.
L'album della definitiva consacrazione sarà così il successivo Machine Head, del 1972. Il disco, oltre ai futuri classici "Highway Star", "Lazy" e "Space Truckin'", contiene soprattutto "Smoke on the Water", uno dei brani più noti della loro carriera e del rock nel suo insieme. Il testo descrive l'incendio che devastò il Casinò di Montreux, scoppiato a causa di un razzo lanciato all'interno dello spazio chiuso nel corso di un concerto di Frank Zappa e dei Mothers of Invention da uno scriteriato spettatore. Machine Head fu registrato con l'aiuto del camion-studio dei Rolling Stones e, in ragione dell'avvenuta distruzione della grande sala del Casinò inizialmente considerata come base delle operazioni, all'interno di un albergo appena fuori Montreux, cosa che conferì particolari sonorità al prodotto finale.
A seguito della successiva tournée giapponese uscì il live Made in Japan (dicembre 1972), ennesima pietra miliare della loro carriera. Realizzato inizialmente per il solo mercato nipponico e proposto in Europa nella stagione natalizia al prezzo di un album singolo, scalò immediatamente le classifiche di vendita, diventando uno dei live album più celebrati e venduti della storia del rock, cementando la fama della band come live act e generando negli anni una lunghissima serie di tentativi d'imitazione, in primis da parte della stessa band.
Nel marzo del 1973 vede invece la luce il loro settimo album in studio, Who Do We Think We Are, molto meno ispirato e innovativo dei precedenti. Parzialmente composto in Italia (Roma, luglio) ma ultimato in Germania (Waldorf-Nord, Francoforte, ottobre '72), la sua uscita era stata rimandata a causa del successo di MiJ. A conferma del momento di stanchezza della band, il 29 giugno successivo, a Osaka, si terrà invece l'ultimo concerto (prima della riformazione dell'84) del Mk II.
Gillan, stressato dai crescenti contrasti personali con Blackmore e dal fitto calendario dei concerti, aveva infatti annunciato già da diversi mesi la sua intenzione di lasciare la band, ritirandosi in un primo momento da ogni attività musicale. Blackmore, sempre alla ricerca di nuove sonorità, pretese a quel punto la testa di Glover, che intraprenderà una fortunata carriera di produttore. La scelta del nuovo bassista ricadde su Glenn Hughes (allora bassista/cantante nei Trapeze), un artista potenzialmente in grado di assumere il duplice ruolo di cantante e bassista riducendo i Deep Purple a quattro elementi, ma la predilezione del management per la formula "a cinque" impose la ricerca di un successore di Gillan. Un nastro inviato da un David Coverdale un po' alticcio spiccò tra quelli dei tanti candidati, valendo al cantante una fortunata audizione. Con questa formazione, ufficialmente presentata alla stampa il 23 settembre del 1973 nella cornice del castello di Clearwell, fu così realizzato un ulteriore disco di grande successo, Burn, registrato a Montreux il successivo novembre. L'album sarà ricordato, oltre che per la title track, per il blues "Mistreated", un pezzo coltivato da Blackmore dai tempi di Machine Head.
Il MK III debutterà dal vivo il 9 dicembre a Copenaghen, in Danimarca, per quindi proseguire con un minitour europeo propedeutico al più impegnativo tour americano, culminante con il concerto-evento The California Jam (6 Aprile 1974, Ontario Speedway, San Francisco), con un bill che prevedeva, tra gli altri, ELP, Black Sabbath, Black Oak Arkansas, Eagles, Earth Wind & Fire. I Deep Purple in particolare avrebbero dovuto essere i penultimi a suonare sul palco, lasciando l'onore della chiusura agli ELP, ma avevano comunque concordato con gli organizzatori di esibirsi solo dopo il tramonto, approfittando al massimo dell'impianto luci e del coreografico arcobaleno luminoso sovrastante il palco (elemento che sarà ripreso anni dopo dai Rainbow di Ritchie Blackmore). Contro ogni tradizione festivaliera, tuttavia, alle 18:30 tutte le altre band si erano già esibite, e gli organizzatori sollecitarono i Deep a presentarsi sul palco per scongiurare tafferugli, cosa che Blackmore in particolare rifiutò di fare ricorrendo a ogni possibile pretesto, e questo fino a un deciso e minaccioso intervento di un manager della ABC. La tensione garantì un esordio esplosivo, con le giovani reclute Coverdale e Hughes che conquistarono subito il pubblico con l'esplosiva armonia del loro incalzante cantato. Sul finire intervennero però una serie di incidenti: Blackmore in particolare, ancora irritato da quanto avvenuto prima del concerto, durante il suo distruttivo climax finale prese di mira una delle telecamere della ABC, danneggiandola con la sua chitarra, per quindi distruggere parte della sua amplificazione con una pirotecnica esplosione che, pianificata in modo non ottimale dai suoi tecnici, rischiò di danneggiare seriamente il palco, con grave rischio per i presenti. L'episodio fu molto gonfiato dalla stampa specializzata (salvo essere ridimensionato anni dopo, quando le riprese del concerto furono commercializzate in videocassetta dalla BBC) che riferì di un Ian Paice sbalzato dalla sua postazione con i capelli in fiamme, di cameraman finiti in ospedale e di rocambolesche fughe in elicottero del gruppo per sottrarsi alle furibonde autorità locali, unico evento questo con qualche fondamento (il locale corpo dei pompieri minaccerà successivamente di fare adottare seri provvedimenti contro la band).
La data di Kilburn (22 maggio) del successivo tour inglese sarà registrata e successivamente radiotrasmessa dalla BBC all'interno del programma In Concert, originando un proliferare di bootleg che avrà fine soltanto nel 1982 con la pubblicazione ufficiale dell'album Live in London (singolo, grazie a un attento lavoro di editing e all'esclusione dei 31 minuti di Space Truckin', che riemergeranno in qualche raccolta e nella riedizione su CD del 2007).
L'influenza di David Coverdale e di Glenn Hughes aveva intanto introdotto elementi funky, rhythm'n'blues e soul al sound del gruppo, e queste nuove sonorità saranno ancora più evidenti nel successivo Stormbringer, registrato tra l'8 e il 20 agosto del 1974 e distribuito a Novembre. In occasione di quest'album i brani non furono più accreditati alla band nel suo insieme, ma ai singoli compositori, cosa che alimentò non pochi dissapori in seno alla band, che per la prima volta mise in minoranza Blackmore opponendosi all'inserimento di una cover di Black Sheep of the Family dei Quatermass.
Non soddisfatto da questa riorganizzazione degli equilibri e dalle novità introdotte, Blackmore rassegnerà la dimissioni, abbandonando ufficialmente la band dopo l'ultima data del tour di Stormbringer a Parigi, precisamente il 7 aprile 1975, per fondare i Rainbow con Ronnie James Dio. Il management, debitamente informato, decise così di registrare le ultime tre date in previsione di un album epitaffio, Made in Europe, che uscirà nel 1976. Album singolo, onde evitare di riproporre pezzi già contenuti all'interno del modello Made in Japan, avrà per contenuto principale il concerto di Saarbrücken. Le date di Graz e Parigi saranno usate per realizzare un successivo doppio cd nel 1996, Mk 3 - The Final concerts (ricostruente l'intera scaletta), ed essere infine oggetto di autonoma pubblicazione con Live in Paris 1975 (nel 2003) e Live in Graz 1975 (nel 2014).

### Senza Blackmore (1975-1976)

I Deep Purple nel 1976

I Deep Purple, su contagiosa insistenza di Coverdale, arruolarono a quel punto il giovane statunitense Tommy Bolin, ex Zephyr e James Gang, nonché brillante protagonista dell'album 'Spectrum' di Billy Cobham. Nonostante le ottime credenziali di Bolin e l'oggettiva qualità del prodotto, l'album Come Taste the Band del 1975 non replicò i successi passati, e questo nonostante la presenza di ottimi momenti come 'This Time Around' e 'You Keep on Moving', cavalli di battaglia di Hughes nei decenni a venire.
Nel 1976 John Bonham, batterista dei Led Zeppelin, si presentò dietro le quinte di un concerto dei Deep Purple al Nassau Coliseum di Long Island; in stato di ubriachezza notò un microfono libero (Hughes, in serata non brillante, non stava contribuendo alle parti vocali) e salì sul palco prima che i roadies dei Deep Purple potessero fermarlo.
Il gruppo smise di suonare stupefatto, mentre Bonham urlava al microfono: 
 Quindi fece per andarsene ma prima si voltò verso il chitarrista dei Deep Purple e lo insultò gratuitamente: 
(John Bonham)
 Questo pubblico sabotaggio fu riportato da moltissime riviste musicali del periodo (è descritta anche nel libro Led Zeppelin: Il Martello degli Dei) e confermato dagli stessi Deep Purple. Soltanto anni dopo, nella sua autobiografia, Glenn Hughes illustrerà gli sviluppi e i chiarimenti successivi, spiegando come l'aggressività di Bonham fosse dovuta alla convinzione che la moglie lo stesse tradendo con lui.
I problemi di dipendenza da eroina di Bolin crearono vari problemi nel gruppo, soprattutto in ragione della discontinuità delle prestazioni live. Lo stesso Hughes stava iniziando a fare uso smodato di cocaina. Band e management erano del resto impreparati a gestire la situazione, non avendo mai avuto a che fare con persone in balia di dipendenze. Durante il tour asiatico, già piagato da una serie di sciagure, tra cui la morte del roadie Patsy Collins nel corso di un mai chiarito incidente a Giacarta, Tommy Bolin patì la semiparalisi del braccio sinistro a causa di un infelice shot di eroina, con il risultato che le date giapponesi furono portati avanti con grave difficoltà e imbarazzo da parte del resto del gruppo (ne sarà spietata testimonianza il live del '77 Last Concert in Japan, dedicato per assurdo alla memoria di Tommy Bolin). Le cose andarono leggermente meglio nel corso del successivo tour statunitense (come testimoniato stavolta dall'album Live in California 1976 del 1995), salvo precipitare al loro ritorno in Europa, con Bolin in grave difficoltà di fronte alle contestazioni dei fan orfani di Blackmore, fino al catastrofico concerto del 15 marzo a Liverpool con la successiva cancellazione del previsto tour in Germania.
(Jon Lord)
Lo scioglimento della band, tuttavia, sarà ufficializzato soltanto a luglio con un comunicato del manager Rob Cooksey.

### Dopo lo scioglimento (1976-1983)

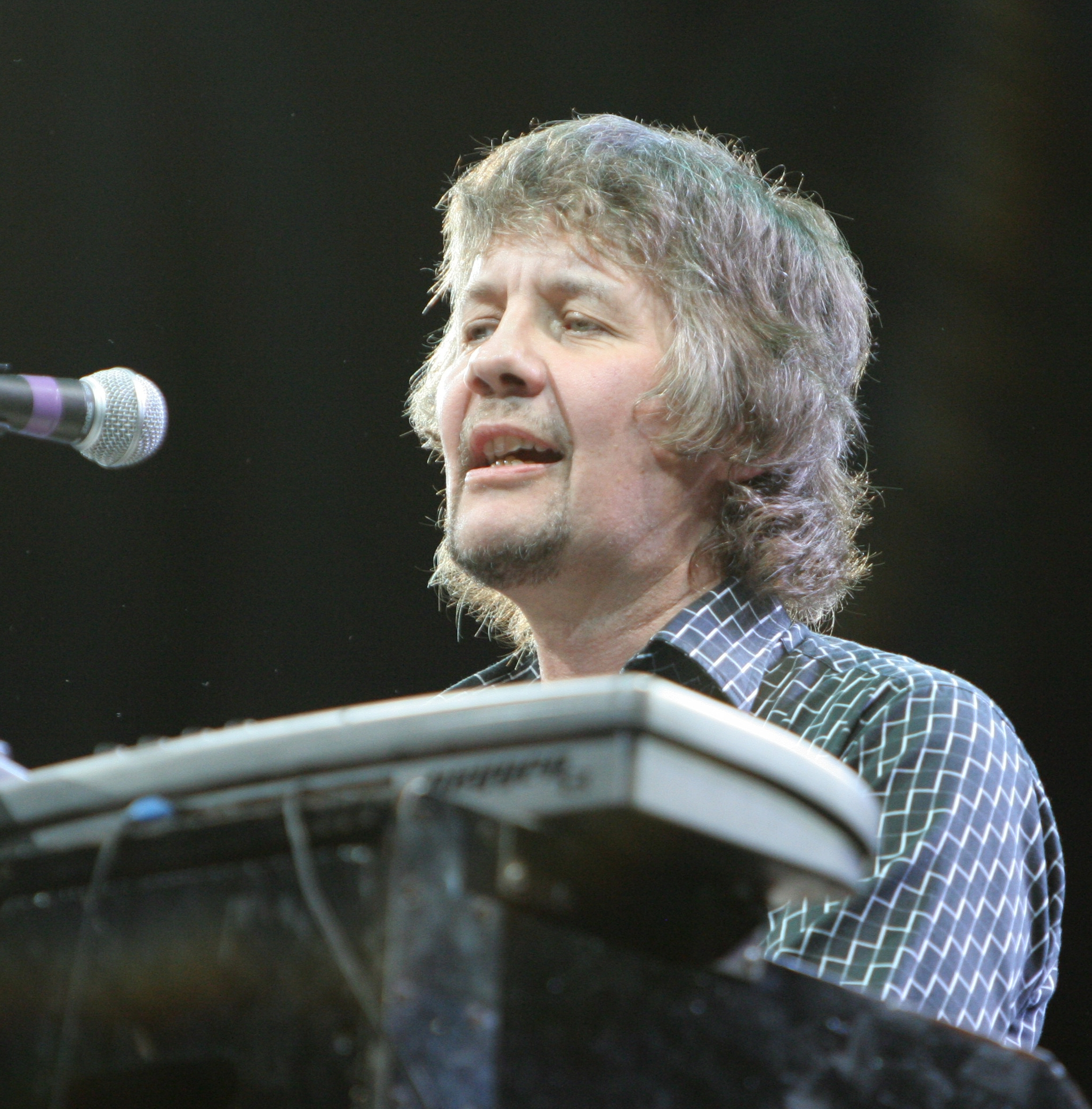
Don Airey

Negli anni successivi allo scioglimento del gruppo la Deep Purple (Overseas) Enterprises sfrutterà abilmente il catalogo e il materiale registrato in suo possesso per mantenere vivo il brand Deep Purple, immettendo regolarmente nel mercato raccolte (spesso contenenti rarità e singoli non presenti negli album) e live. Tra le iniziative di maggior successo spicca la riproposta del singolo "Black Night", che, senza nessuna particolare forma di promozione, entrerà per ben due volte nella top 50 inglese dei 45 giri (una prima nel 1979 con "Strange Kind of Woman" per B-side e una seconda nel 1980 abbinato a "Speed King", come un decennio prima), facendo da apripista al best of Deepest Purple: The Very Best of Deep Purple, che conquisterà invece la prima piazza nella categoria dei 33 (impresa che in precedenza era riuscita alla band solo con Fireball e Machine Head), ritrovandosi certificato disco d'oro in Austria, Germania e Regno Unito, e addirittura di platino negli Stati Uniti.
La maggior parte degli ex Deep Purple, intanto, sperimentava diversi livelli di successo con altre formazioni.
I Rainbow di Ritchie Blackmore - band nella quale militò anche Roger Glover - fecero conoscere al grande pubblico Ronnie James Dio e Joe Lynn Turner, oltre a dare visibilità a futuri protagonisti della scena hard rock come Don Airey e Bob Daisley.
Ian Paice e Jon Lord fondarono nel 1976 una band insieme al tastierista Tony Ashton, i Paice Ashton Lord, che si sciolse dopo avere realizzato un solo album (della formazione facevano parte anche Bernie Marsden alle chitarre e Paul Martinez al basso).
Ian Gillan, in seguito alla liquidazione della sua casa motociclistica, fondò nel 1976 la Ian Gillan Band, sciolta la quale diede vita ai Gillan, per quindi entrare nei Black Sabbath il tempo di completare un album, Born Again, e un tour.
Glenn Hughes, abortito il progetto di una collaborazione con Bolin e realizzato un album solista con il contributo dei vecchi complici dei Trapeze (Play Me Out), si smarrirà per anni schiavo delle proprie dipendenze, salvo resuscitare sul finire degli anni '80 avviando una fortunata carriera solista intervallata da prestigiose collaborazioni.
David Coverdale realizzerà un paio di dischi solisti prodotti da Roger Glover (Whitesnake e Northwinds) per quindi fondare i Whitesnake in cui confluiranno per un certo periodo Ian Paice e Jon Lord.
Tommy Bolin morirà di overdose il 4 dicembre del 1976 a Miami, mentre era intento a promuovere il suo secondo album solista, Private Eyes.
Discorso a parte merita Rod Evans che, anni dopo avere abbandonato gli psichedelici Captain Beyond, nel 1980 diede vita ad una formazione apocrifa col nome "New Deep Purple", talvolta presentatasi al pubblico anche senza il suffisso "New";. dopo aver cercato invano di coinvolgere Nick Simper (che negli anni '70 aveva militato nei Warhorse) il cantante si associò con il chitarrista Tony Flynn, il tastierista Geoff Emery, il batterista Dick Jurgens e il bassista Tom de Rivera, tre dei quali (Flynn, Emery e Jurgens) già in forza in un progetto analogo, i "New Steppenwolf", formazione a sua volta apocrifa degli Steppenwolf. Questa formazione fece diversi concerti in Canada, Stati Uniti e Messico, per 5 mesi (dal 17 maggio al 20 settembre del 1980).
Questo quintetto tenne, a detta di Flynn, 70 concerti (tra cui ad Amarillo, Houston, El Paso, Città del Messico, Honolulu, Anchorage, Québec, Rouyn-Noranda, Phoenix) proponendo un repertorio composto quasi interamente da brani delle Mark II e III, nelle quali Evans non aveva militato ("Highway Star", "Smoke on the Water", "Woman from Tokyo", "Space Truckin'", "Burn" e "Might Just Take Your Life", non sempre suonati assieme), intervallando pochissimi pezzi della Mark I, di cui ben tre cover ("Kentucky Woman", "Hush", "Hey Joe") e una strumentale ("Wring That Neck").
Dopo aver strappato un contratto alla Warner Curb Records, una label affiliata della Warner Bros., per un nuovo album in studio, registrò alcuni brani, tra cui una nuova versione del primo grande successo dei Deep Purple in America, "Hush", e gli inediti "Hold on Me", "Blood Blister" e "Brum Doogie", di cui oggi si sono comunque perse le tracce.
L'organico si sciolse repentinamente a seguito dell'azione legale intentata da HEC e Deep Purple Overseas Enterprises anche a nome di Blackmore, Coverdale, Gillan, Glover, Hughes, Lord e Paice (Simper e naturalmente Bolin non erano più rappresentati dalla HEC), in seguito alla quale Evans perse ogni diritto relativo alle royalties derivanti dal catalogo del Mark I.

### La reunion e gli anni ottanta (1984-1989)
L’inatteso successo della raccolta Deepest Purple e il contemporaneo interesse dei promoter statunitensi per i “New” Deep Purple - che il 19 agosto del 1980, prima di essere diffidati, erano riusciti a suonare alla Long Beach Arena di Los Angeles – suggerirono l'opportunità di una reunion della formazione più amata, il Mark II. Nel corso dei primissimi anni ’80 si tennero così una serie di incontri tra manager storici e singoli musicisti per districare l’intricata matassa dei vincoli contrattuali in atto, finché, il 27 aprile del 1984, poco dopo che i ritardatari Gillan e Lord ebbero finito di assolvere i rispettivi impegni con Black Sabbath (4 marzo, ultima data del Born Again Tour) e Whitesnake (16 aprile, promozione televisiva in Svezia), la notizia dell’avvenuta reunion fu rivelata dal The Evening Standard e quindi confermata in serata dal DJ della BBC Radio 1 Tommy Vance nel corso del suo Friday Rock Show.
L’album Perfect Strangers sarà pubblicato dalla PolyGram in ottobre (etichetta Mercury Records negli States e Polydor Records nel resto del mondo), riscuotendo un ottimo successo un po’ ovunque, ma in particolare nel redditizio mercato statunitense, dove diventerà il secondo album di inediti porpora a essere certificato disco di platino dopo Machine Head. Il successivo tour mondiale inizierà in Oceania, per quindi proseguire in Giappone e Stati Uniti (dove saranno secondi solo a Bruce Springsteen per incassi) e sbarcare infine in Europa. Qui spiccherà il singolo show tenuto nel Regno Unito in occasione del Festival di Knebworth Park del 1985, il 22 giugno: allora pubblicizzato come Return of the Knebworth Fayre, vi presero parte – tra gli altri - anche Scorpions, UFO, Mountain, Blackfoot e Meat Loaf, ed è oggi ricordato anche per le impietose condizioni atmosferiche che costrinsero gli oltre 70.000 fan accorsi a sguazzare per ore e ore nel fango. Il concerto dei Deep fu registrato e radiotrasmesso dalla BBC il sabato successivo, con i nastri che saranno poi sfruttati per realizzare un ennesimo doppio album live, In The Absence of Pink, distribuito nel 1991.
La stessa formazione incise nel 1987 The House of Blue Light, disco meno ispirato e di minor successo del predecessore, quindi il doppio live Nobody's Perfect (1988), che deluderà grandemente le aspettative della casa discografica. Nel Regno Unito, per celebrare il ventennale della band, fu anche pubblicata una nuova versione del brano "Hush", riproposta su Nobody's Perfect come "bonus track". La generale insoddisfazione esasperò le ormai tradizionali tensioni tra Ian Gillan e Ritchie Blackmore, che sfoceranno nel 1989 in un nuovo allontanamento del singer dal gruppo. 

### Gli anni novanta

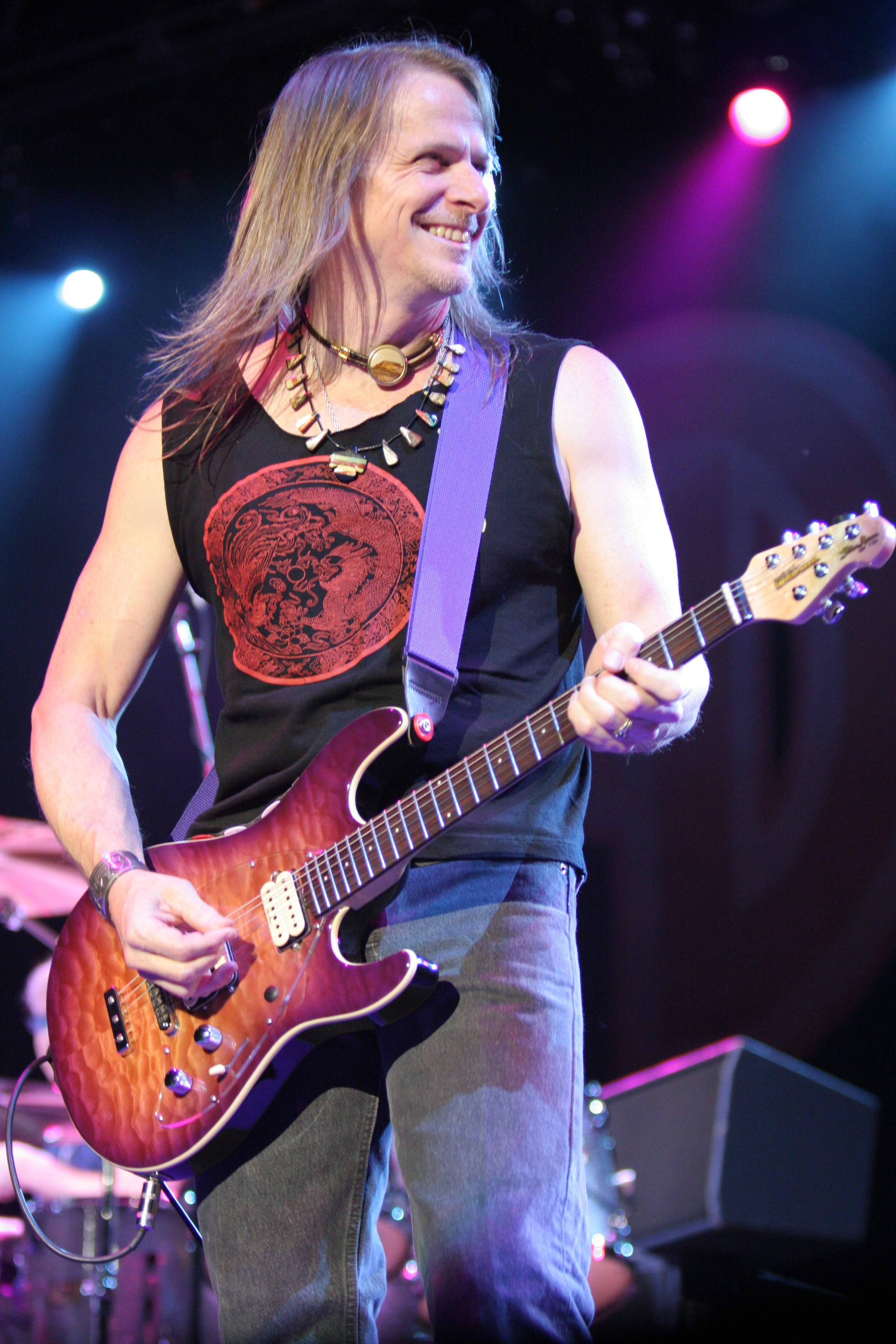
Steve Morse

Ian Gillan dopo le divergenze con Blackmore verrà sostituito dall'ex cantante dei Rainbow, Joe Lynn Turner, dando vita a un'ennesima incarnazione della band che inciderà un unico album di modesto successo, Slaves & Masters (1990). Con Turner, Blackmore impose alla band una sterzata AOR con il palese fine di riconquistare il terreno perduto negli Stati Uniti. L’operazione mancherà però il bersaglio: S&M soggiornerà per pochi giorni nei piani bassi della top 100 US (un'effimera 87ª piazza a cinque mesi dall’uscita dell’album), per quindi produrre un tour statunitense di appena 10 date, una delusione mitigata solo in parte dal successo dei concerti in Sudamerica ed Europa orientale. Del tutto inosservata, infine, la partecipazione alla colonna sonora del film Fuoco, neve e dinamite, di cui la band realizzerà la title track.
Proprio quando la lavorazione del successore di Slaves & Masters sta volgendo al termine, Blackmore – previo generoso anticipo da parte della RCA/BMG per la realizzazione di un progetto solista – si lascia convincere da discografici e resto della band a reintegrare Gillan in occasione del venticinquennale del gruppo. Ian, assistito da Glover e incrociando il meno possibile il chitarrista, riscrive testi e linee vocali dell’album, che, con l’opportuno titolo The Battle Rages On... (1993), avrà il merito di rilanciare la band nei mercati europei e giapponese. I malumori di Blackmore non sono però sopiti e a dicembre, al termine del tour europeo, il chitarrista rassegna le proprie dimissioni per dedicarsi alla rifondazione dei Rainbow.
La band, invece di sciogliersi, reagisce compatta e trova prontamente in Joe Satriani il prezioso subentrante che li aiuterà a portare a termine gli impegni in Giappone.
L'esperienza è talmente felice che sarà rinnovata nell'estate del 1994 in occasione di un secondo tour europeo (la BMG aveva intanto immesso nel mercato il live Come Hell or High Water, testimonianza degli ultimi concerti con Ritchie) ma pregressi impegni di Joe impediscono il suo ingresso in pianta stabile nella band. Su suggerimento di Satriani i Deep Purple contattano così lo statunitense Steve Morse (ex Dixie Dregs e Kansas), accolto nella band sul finire dell'anno dopo qualche concerto di rodaggio in Messico..
L'arrivo di Morse rivitalizzò la band sotto ogni punto di vista, con l'album Purpendicular (febbraio 1996) che farà sfoggio una grande diversità di stili e di influenze. Accolto con iniziale prudenza dal pubblico, si confermerà un long seller e consentirà alla band di diversificare il proprio live set dopo anni di sostanziale immobilismo, come presto testimoniato dal tempestivo live del 1997 Live at the Olympia (ben sei i pezzi tratti da Purpendicular, tra cui le rappresentative “Ted the Mechanic”, “Cascades” e “Sometimes I Feel Like Screaming”). Di oltre due anni successivi sarà Abandon, dove il gruppo tenterà di conciliare le sperimentazioni di Purpendicular con strutture più classiche. Dopo un ulteriore live album, Total Abandon: Australia '99, Lord si dedica con l’aiuto del giovane musicologo Marco de Goeij alla ricostruzione degli spartiti del Concerto for Group and Orchestra, che sarà riproposto alla Royal Albert Hall (25-26 settembre) in occasione del trentennale della sua prima esecuzione. CD e DVD dell'evento saranno distribuiti nel 2000 con il titolo In Concert with the London Symphony Orchestra.

### Gli anni duemila e oltre
Nel 2001 è la volta di The Soundboard Series, un cofanetto contenente sei concerti del tour in Oceania ed Estremo Oriente di quell'anno, due dei quali dedicati a riproposte del Concerto. E proprio questa regolare riproposizione del Concerto, abbinata alla quasi ininterrotta sequenza di tour mondiali, suggerirà al veterano Jon Lord di abbandonare la band per dedicarsi a progetti personali, spesso in ambito sinfonico. Nel 2002, in una cornice quanto mai amichevole, sarà così sostituito da Don Airey, (ex Rainbow e Colosseum II, ma prezzemolo da anni della scena hard rock grazie alle sue esperienze con Black Sabbath, Ozzy Osbourne, Whitesnake, Jethro Tull e UFO), che già nel 2001 era subentrato per qualche data live in occasione dell'infortunio di Lord a un ginocchio.
Con Airey i Deep Purple incisero nel 2003 Bananas (primo album dopo decenni a essere interamente affidato a un produttore esterno, Michael Bradford, e primo in assoluto a beneficiare di una guest vocalist, Beth Hart), e successivamente, nel 2005, Rapture of the Deep. Su invito di Bob Geldof, il 2 luglio 2005 i Deep Purple parteciparono alla giornata Live 8, organizzata per chiedere al G8 la cancellazione del debito dei paesi africani, dimostrandosi uno dei gruppi più applauditi dell'intero evento sul palco di Barrie in Canada, davanti a un pubblico di oltre 35.000 persone.
L'estate del 2009 li ha visti impegnati in vari festival rock, al posto degli Oasis (i quali, dopo l'ennesimo furibondo litigio, hanno deciso di sciogliersi). I DP vennero accolti dai fan orfani dei fratelli Gallagher in maniera strepitosa, nonostante il malcontento per la defezione dei loro beniamini. Il 12 dicembre 2009, durante la tappa della loro tournée tenutosi al PalaLottomatica di Roma, annunciarono che sarebbero tornati a breve in studio per incidere nuovo materiale. Il 24 gennaio 2012, sul loro sito ufficiale, venne pubblicato un articolo in cui venne citata una recente dichiarazione del frontman Ian Gillan, che rivelò il termine delle registrazioni per l'album intitolato Now What?! nell'estate dello stesso anno.
Il 16 luglio 2012 venne data ufficialmente la notizia della morte dell'ormai ex-tastierista Jon Lord, avvenuta poco prima dell'uscita della versione in studio del Concerto for Group & Orchestra a lui intestata, cui aveva contribuito, del gruppo, il solo Steve Morse.
Il 26 aprile 2013 è stato pubblicato Now What?!, diciannovesimo album in studio dei Deep Purple, e prima collaborazione con lo storico produttore Bob Ezrin. L'album contiene due canzoni dedicate alla memoria di John Lord.
Nell'aprile 2016 le prime tre incarnazioni dei Deep Purple, con l'inspiegabile esclusione di Nick Simper, sono state introdotte nella Rock and Roll Hall of Fame.
Il 25 novembre 2016 il gruppo conferma la fine delle registrazioni del nuovo album in uscita durante i primi mesi dell'anno successivo mentre a dicembre viene confermato il nuovo tour. Il 3 febbraio 2017 esce il singolo Time for Bedlam (del quale è stato pubblicato anche un videoclip) che anticipa l'uscita del nuovo album. Il 7 aprile 2017, sempre nella configurazione Mark VIII, il gruppo pubblica il suo ventesimo lavoro, Infinite. A tale album seguirà la tournée chiamata inFinite: The Long Goodbye Tour; la tournée è iniziata il 13 maggio 2017 e si è conclusa il 10 dicembre 2019.
Alla fine di novembre 2019 la band annuncia l'inizio delle registrazioni del ventunesimo album in studio la cui uscita è prevista per la primavera 2020. L'uscita del nuovo album dal titolo Whoosh! era fissata il 12 giugno 2020 ma a causa della pandemia di COVID-19 del 2019-2021 è stata posticipata per il mese di agosto; in occasione dell'uscita del singolo "Man Alive", la data di uscita è stata confermata per il 7 agosto 2020. Il Whoosh! Tour a supporto dell'album, previsto per il 2020 è stato rinviato al 21 ottobre 2021 e sarebbe dovuto partire dall'Hallenstadion di Zurigo; a causa del perdurare della pandemia il tour è stato ancora posticipato al 2022.
Il 6 ottobre 2021 la earMUSIC annuncia l'uscita a sorpresa del loro ventiduesimo lavoro in studio Turning to Crime, una raccolta di cover realizzata ancora una volta sotto la supervisione di Bob Ezrin con i contributi dei singoli musicisti, registrata durante i mesi di isolamento dovuti alla pandemia.
Il 31 marzo 2022 il gruppo comunica che, per motivi famigliari, Steve Morse non prenderà parte alle date europee del tour, annunciando il suo sostituito, il nordirlandese Simon McBride, membro della Don Airey Band, nonché chitarrista degli Snakecharmer. 
Del 23 luglio 2022, invece, il comunicato che ufficializza le definitive dimissioni di Steve Morse.

## Stile musicale

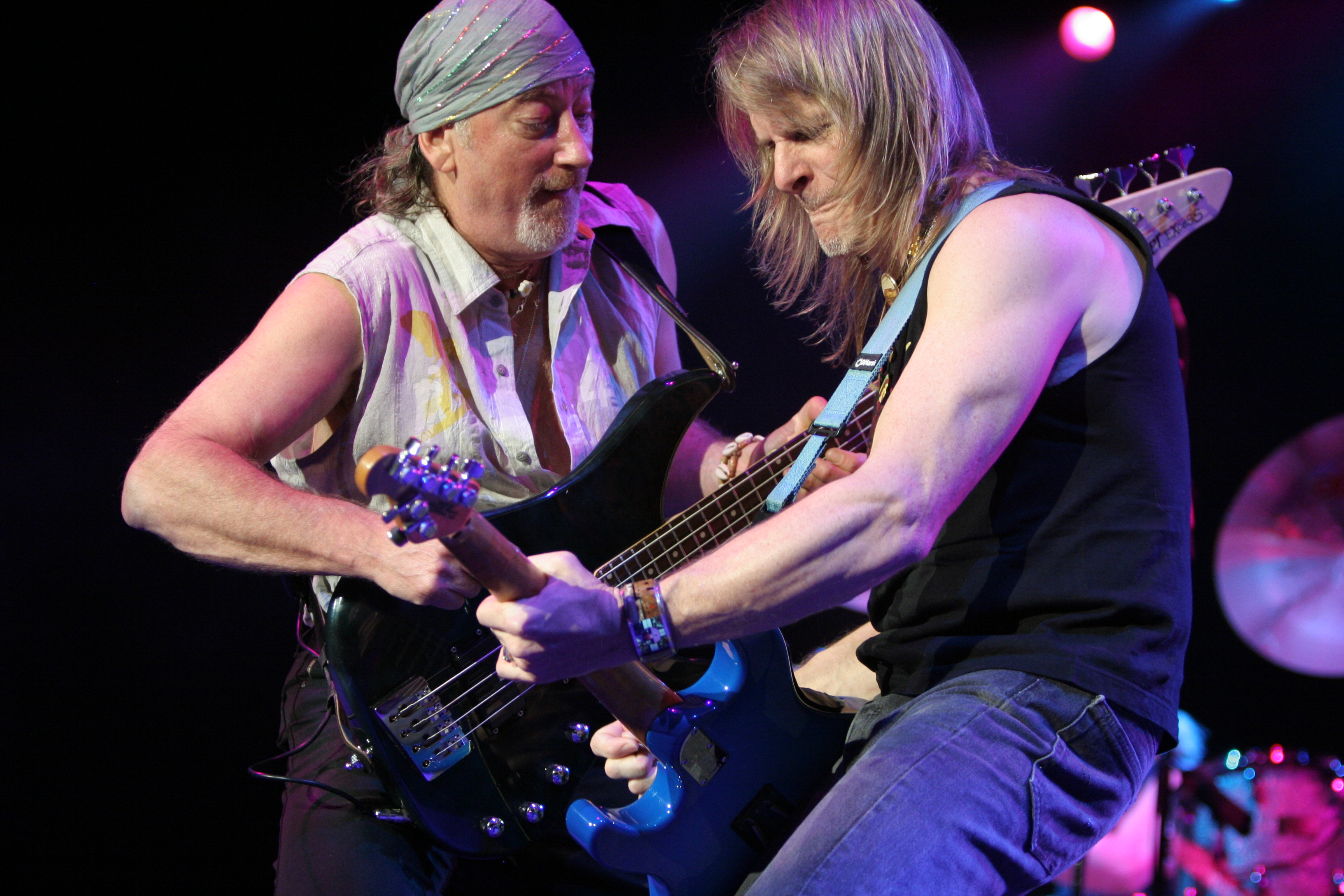
Roger Glover & Steve Morse

Nonostante siano spesso ricordati come pionieri dell'hard rock, i Deep Purple non esordirono in origine con questo genere, ma ne sono fuori di dubbio gli antesignani al pari di altri gruppi. I primi tre album sono invece riconducibili al rock progressivo, e discendono dalla predilezione di Jon Lord e di Richie Blackmore nei confronti del rock sinfonico che caratterizzava le produzioni dei Moody Blues e dei Vanilla Fudge, unito al richiamo per il rhythm and blues. Le loro produzioni degli anni iniziali vedono la presenza anche dell’hard blues di Black Night e di un concerto tenuto al Royal Albert Hall a fianco di un’orchestra sinfonica. Il loro primo lavoro riconoscibile come hard rock fu il quarto album In Rock che, assieme a Led Zeppelin II del gruppo omonimo e a Paranoid dei Black Sabbath, battezzò la nascita di questo genere nel 1970; il successivo Fireball ridisegnò definitivamente il profilo di un rumoroso hard rock con venature psichedeliche, fisionomia che la formazione avrebbe mantenuto lungo tutta la carriera, con esperimenti funky ravvisabili in Stormbringer e in Come Taste the Band.

## Formazione

### Mark IX
- Ian Gillan - voce (1969-1973; 1984-1989; 1991-presente)
- Don Airey - tastiera (2002-presente)
- Roger Glover - basso (1969-1973; 1984-presente)
- Ian Paice - batteria (1968-1976; 1984-presente)
- Simon McBride - chitarra (2022-presente)

### Ex componenti
- Steve Morse - chitarra (1994-2022)
- Rod Evans - voce (1968-1969)
- David Coverdale - voce (1974-1976)
- Joe Lynn Turner - voce (1989-1991)
- Jon Lord - tastiera (1968-1976; 1984-2002)
- Ritchie Blackmore - chitarra (1968-1975; 1984-1993)
- Tommy Bolin - chitarra (1975-1976)
- Joe Satriani - chitarra (1993-1994)
- Nick Simper - basso (1968-1969)
- Glenn Hughes - basso, voce (1974-1976)

### Ex-turnisti
- Christopher Cross - chitarra (1970)[19]
- Randy California - chitarra (1972)[20]
- Candice Night - flauto (1993)[21]
- Nick Fyffe - basso (2011)
- Jordan Rudess - tastiera (2020)

## Discografia

### Album in studio
- 1968 – Shades of Deep Purple
- 1968 – The Book of Taliesyn
- 1969 – Deep Purple
- 1970 – Deep Purple in Rock
- 1971 – Fireball
- 1972 – Machine Head
- 1973 – Who Do We Think We Are
- 1974 – Burn
- 1974 – Stormbringer
- 1975 – Come Taste the Band
- 1984 – Perfect Strangers
- 1987 – The House of Blue Light
- 1990 – Slaves & Masters
- 1993 – The Battle Rages On...
- 1996 – Purpendicular
- 1998 – Abandon
- 2003 – Bananas
- 2005 – Rapture of the Deep
- 2013 – Now What?!
- 2017 – Infinite
- 2020 – Whoosh!
- 2021 – Turning to Crime
- 2024 – = 1

## Riconoscimenti
- VH1 - "100 Greatest Artists of Hard Rock" (22º posto)
- Q - "50 Greatest Bands of All Time" (33º posto)

### Enciclopedie
- Alessandro Bonini, Emanuele Tamagnini, I Classici del Rock: i Protagonisti Che Hanno Contribuito a Rendere Immortale il Rock, Roma, Gremese editore, 2005, ISBN 978-88-8440-363-6.
- (EN) Ian Christe, Sound of the beast: the complete headbanging history of heavy metal, Allison & Busby, 2004,  p. 399, ISBN 0-7490-8351-4.
- Federico Guglielmi, Cesare Rizzi, Grande Enciclopedia Rock, Firenze, Giunti editore, 2002, ISBN 88-09-02852-X.
- Luca Signorelli, Metallus. Il libro dell'Heavy Metal, Giunti Editore, 2001,  p. 192, ISBN 88-09-02230-0.
- Riccardo Bertoncelli, Storia leggendaria della musica rock, Firenze, Giunti Editore, 1999,  p. 256, ISBN 88-09-01407-3.
- (EN) Robert Walser, Running with the Devil: power, gender, and madness in heavy metal music, Wesleyan University Press, 1993,  p. 222, ISBN 0-8195-6260-2.
- Rizzi, Cesare. Progressive & Underground '67 - '76. Firenze: Giunti Editore (2003), ISBN 88-09-03230-6.

### Testi monografici
- (EN) Michael Heatley, The Complete Deep Purple, Reynolds & Hearn, 2005,  p. 256, ISBN 1-903111-99-4.
- (EN) Dave Thompson, Smoke on the Water: The Deep Purple Story, ECW Press, 2004,  p. 300, ISBN 1-55022-618-5.
- Deep Purple di Maurizio De Paola Editori Internazionali Riuniti, 2004, p. 128 ISBN 8835955157
  -  Dave Thompson, Deep Purple. Smoke on the Water. La biografia, traduzione di A. Salacone, Roma, Arcana edizioni, 2008,  p. 456, ISBN 978-88-6231-006-2.